# Tomada do reduto de Cambaceguá
A tomada do reduto de Cambaceguá foi um dos últimos combates da Guerra do Paraguai, travado no dia 3 de janeiro de 1870. Após a tomada da trincheira do Rio Verde no dia anterior, as forças brasileiras encontraram novo combate, agora com tropas do 14.° Batalhão de Infantaria sob comando de Joaquim José de Magalhães, subordinado do general José Antônio Correia da Câmara, contra as forças do capitão paraguaio Terencio Nuñez. Na ocasião, os brasileiros derrotaram os paraguaios, aprisionando seu comandante.